# Albero Bajo
Albero Bajo – gmina w Hiszpanii, w prowincji Huesca, w Aragonii, o powierzchni 22,22 km². W 2011 roku gmina liczyła 114 mieszkańców.